# Deceiver (álbum de DIIV)
Deceiver (en español: Engañador) es el tercer álbum de estudio de la banda estadounidense DIIV. Fue publicado el 4 de octubre de 2019 a través de Captured Tracks. Fue producido por primera vez por la propia banda y apoyados por Sonny Diperri, quién ha trabajado en álbumes de Nine Inch Nails y My Bloody Valentine.
Según un artículo de Billboard, el álbum pudo lograr ventas sobre 6 000 copias en su primera semana. Múltiples reseñas musicales se enfocaron en el cambio musical de la banda, con la revista NME comparando algunas canciones con material similar del grunge o el slowcore.

## Contexto
En febrero de 2017, Zachary Cole Smith ingresó a un tratamiento de largo plazo por sus severas adicciones. Por otro lado, como banda decidieron tomar caminos separados con el bajista Devin Ruben Perez en diciembre del mismo año, siendo confirmado a través de un comunicado oficial a comienzos de 2019. Colin Caulfield, en una entrevista posterior para NME, habló de la etapa compleja que vivieron como grupo, asumiendo que ese sería el punto final en su carrera como banda. Una vez reunidos en 2018, ahora como cuarteto, se embarcaron en un tour estadounidense acompañados por la banda de blackgaze Deafheaven.

## Recepción
Las reseñas recibidas por Deceiver han sido generalmente positivas. Evan Rytlewski para Pitchfork nota los aspectos más oscuros y sus distintas influencias, como su gira promocional con Deafhaven, describiendo “igual que su precedecesor, Deceiver es un retrato de adicción y recuperación, pero esta ocasión no es tan limpio... Suena como la sombra oscura del último álbum”.
Alex Hudson para Exclaim! comenta sobre los sonidos más inspirados en el grunge, comparándolo de manera positiva con In Utero de Nirvana. Sobre eso, comenta “Zachary Cole Smith siempre ha citado a Nirvana como una influencia clave [...] pero a pesar de todo eso, DIIV nunca ha sonado particularmente como Nirvana — hasta ahora. El tercer álbum de la banda incorpora esas paletas crujientes de grunge en su tradicional sonidos de shoegaze con reverb”.

## Lista de canciones
Todas las canciones escritas y compuestas por DIIV. 
| N.º   | Título                      | Duración |  |
| 1.    | «Horsehead»                 | 5:08     |  |
| 2.    | «Like Before You Were Born» | 3:04     |  |
| 3.    | «Skin Game»                 | 4:25     |  |
| 4.    | «Between Tides»             | 4:43     |  |
| 5.    | «Taker»                     | 4:28     |  |
| 6.    | «For the Guilty»            | 3:38     |  |
| 7.    | «The Spark»                 | 4:00     |  |
| 8.    | «Lorelei»                   | 3:58     |  |
| 9.    | «Blankenship»               | 3:56     |  |
| 10.   | «Acheron»                   | 7:08     |  |
| 44:28 |                             |          |  |

## Personal
DIIV
- Zachary Cole Smith – voz principal, guitarra.
- Andrew Bailey – guitarra.
- Colin Caulfield – bajo eléctrico, voces.
- Ben Newman – batería.

Producción
- Sonny Diperri – productor, mezcla, ingeniería.
- DIIV – productor, mezcla, diseño de carátula.
- Tyler Karmen – ingeniería.
- Dave Cooley – masterización.
- Davin Givhan & Larry Goetz – guitarra slide (8).
- Rhys Lee – pintura de carátula.
- Brodie Kaman – diseño de carátula.
- Ben Newman – carátula trasera y pinturas del sello.
- Coley Brown – fotógrafo de la banda.

## Posicionamiento en listas
| Listas (2019)                           | Mejor posición |
| --------------------------------------- | -------------- |
| Escocia (Scottish Albums)               | 60             |
| Estados Unidos (Billboard 200)          | 177            |
| Estados Unidos (Independent Albums)     | 6              |
| Estados Unidos (Top Alternative Albums) | 19             |
| Estados Unidos (Top Rock Albums)        | 35             |
| Reino Unido (UK Independent Albums)     | 17             |